# أمير أصلان (كراني)
أمیر أصلان (بالفارسية: امیراصلان) هي قرية تقع في إيران في قسم کراني الريفي. يقدر عدد سكانها بـ 85 نسمة بحسب إحصاء 2016.